# Nils Jönsson i Rossbol
Nils Otto Jönsson (i riksdagen kallad Jönsson i Rossbol), född 15 september 1893 i Lockne församling, Jämtlands län, död där 28 juli 1957, var en svensk hemmansägare och politiker (i bondeförbundet).
Jönsson var ledamot av riksdagens andra kammare från 1945 till 1956, invald i Jämtlands läns valkrets.